# Klickbedrägeri
Klickbedrägeri förekommer inom internetannonsering av den typ där annonsmediet får betalt för varje gång som någon klickar på annonsen. Bedrägeriet går till så att en person eller ett program genererar ett stort antal klick på annonsen utan att vara intresserade av annonsens innehåll. Syftet är vanligtvis att generera intäkter för annonsmediet. I vissa fall utförs klickbedrägeri av en tredje part, till exempel av en konkurrent till annonsören, i syfte att åsamka annonsören onödigt höga kostnader. Klickbedrägerier är förbjudna i lag i USA och Storbritannien.